# Небезпечна жінка (фільм, 1991)
«Небезпечна жінка» (інша назва: «Моя сусідка») — радянський художній фільм 1991 року, знятий режисером Антоном Гранатовим на студії «Irka-Film».

## Сюжет
Героїня фільму, намагаючись врятувати благополуччя своєї сім'ї, у пошуках анонімника починає власне розслідування — і невинні люди стають жертвами її завзятості.

## У ролях
- Олена Романова — Флора Ігорівна
- Тетяна Кравченко — Оля
- Євген Леонов-Гладишев — Алік
- Людмила Давидова — Маруся, божевільна
- Ігор Добряков — Василь, чоловік Флори
- Сергій Никоненко — син Купцова
- Олександр Кузнецов — Трифонов
- Євген Котов — Купцов, любитель тварин
- Денис Кузнецов — Вітька Заварзін
- М. Лазарев — епізод
- А. Мухін — епізод
- Світлана Помзова — епізод
- Маргарита Пресіч — сусідка
- І. Степанов — епізод
- Ю. Татаренко — епізод
- Василь Яковець — епізод

## Знімальна група
- Режисер — Антон Гранатов
- Сценарист — Юрій Рогозін
- Оператори — Борис Новосьолов, Сергій Стасенко
- Художник — Анатолій Наумов